# Unciaal 085
Unciaal 085 (Gregory-Aland), ε 23 (von Soden), is een van de Bijbelse handschriften in de Griekse taal. Het dateert uit de 6e eeuw en is geschreven met uncialen op perkament.

## Beschrijving
Het bevat de tekst van het Evangelie volgens Matteüs (20:3-32; 22:3-16). De gehele codex bestaat uit 3 bladen (24 × 21 cm) en werd geschreven in twee kolommen per pagina, 27 regels per pagina.
De codex is een representant van het Alexandrijnse tekst-type, Kurt Aland plaatste de codex in Categorie II.

## Geschiedenis
Het handschrift werd verzameld door Kurt Treu.
Het handschrift bevindt zich in de Russische Nationale Bibliotheek (Gr. 714), in Sint-Petersburg.